# Metropol Theater Bremen
Das Metropol Theater Bremen (ehemals Musical Theater Bremen) ist eine Spielstätte in Bremen. Es gibt dort Veranstaltungen verschiedener Art, vom Musical bis hin zum Supertalent von RTL oder Konzerten bekannter Künstler.

## Geschichte
Als Ende der 1980er Jahre das Zentralbad abgerissen wurde und eine dort gebaute Markthalle sowie in der Folge eine Großraumdisco erfolglos waren, beabsichtigte die Stadt, auf dem frei gewordenen Gelände in der Bahnhofsvorstadt ein Theater für Opern oder Musicals zu errichten. Es meldeten sich mehrere Sponsoren, die sich bereit erklärten, ein solches Projekt an dieser Stelle mitzufinanzieren, offenbar wurde eine Marktlücke in der Region gefunden. Nach einer dreijährigen Planungs- und Bauzeit wurde 1999 das Musical Theater Bremen am Richtweg nach den Plänen des Architekten Harald Deilmann mit dem Musical Jekyll & Hyde unter der musikalischen Leitung von Koen Schoots eröffnet.  so dass anfänglich das Theater erfolgreich war. Im ersten halben Jahr waren alle Vorstellungen von Jekyll & Hyde ausverkauft. Das Ensemble erhielt durchweg gute Kritiken.
Nach etwa eineinhalb Jahren nahmen die Zuschauerzahlen ab. Infolgedessen sprangen einige große Sponsoren ab, wodurch das Theater in eine finanzielle Schieflage geriet. Drei Monate später zog das Management einen Schlussstrich und stellte das Musical Jekyll & Hyde ein. Ein anderes, publikumswirksameres Musical sollte nachrücken. Dies geschah auch in Form des Klassikers Hair. Nach einem halben Jahr Hair mit mäßigen Kartenverkaufszahlen und schlechten Kritiken musste das Musicaltheater Insolvenz anmelden. Das Management trat geschlossen zurück.
Das Theater blieb etwa drei Monate geschlossen, bis neue Investoren einstiegen. Es wurde seitdem nicht mehr nur ein Hauptmusical aufgeführt, sondern – wie in herkömmlichen Theatern – einzelne Stücke immer nur etwa ein halbes Jahr. Im Jahre 2005 stand kurz zur Debatte, ob ein ausländisches Konsortium das Musicaltheater übernehmen solle. Es wurde ein Angebot vorgelegt, doch aufgrund des vorübergehenden Erfolges und der Beliebtheit der Aufführungen und der Ungewissheit, was nach der Übernahme sein würde, lehnte der Kultursenator das Angebot ab. Das Theater zählte zu den meistbesuchten Kultureinrichtungen des Landes, arbeitete aber nicht kostendeckend. Für 2006 meldete der Betreiber, die stadteigene Hanseatische Veranstaltungsgesellschaft, eine Auslastung von 52 % und ein Minus von 200.000 Euro.
Seit April 2011 wird das Theater von Maik Klokow und seiner Unternehmensgruppe Mehr! Entertainment GmbH aus Düsseldorf betrieben.
2015 konnte das Musical Theater Bremen deutschlandweit beachtete Konzerte wie z. B. mit Tom Jones, Kool & The Gang, Oleta Adams, Chris de Burgh oder Anastacia mit den Bremer Philharmonikern veranstalten. Anfang 2016 kaufte Rolf Specht, Geschäftsführer der Bremer Residenz-Gruppe, Grundstück und Gebäude des Musicaltheaters. Zunächst gab es sogar Pläne, das Gebäude abzureißen.
Dann wurde ein neuer Betreiber gefunden, der einen Vertrag für die nächsten sechs Jahre bis 2023 erhielt. Seit Anfang 2018 wird das Theater unter dem Namen Metropol Theater Bremen betrieben.

## Gebäude
Der Saal fasst 1451 Sitzplätze,  aufgeteilt auf Parkett, 1. Rang, 2. Rang und zehn Logen. Er ist mit 39 doppelverspiegelten Streuscheinwerfern ausgestattet, die die Guckkastenbühne illuminieren.
Das Foyer ist über drei Etagen gestaltet worden, die über eine Freitreppe miteinander verbunden sind und jeweils Zugang zu entsprechenden Ebenen des Saals bieten. Neben der Garderobe und einer Vorverkaufsstelle, die auch Merchandisingartikel vertreibt, gibt es Bistros, Bars, ein Café, und ein Restaurant.

## Aufführungen
- Aida
- Alligatoah – Akkordarbeit Akustik-Tour
- Anastasia – Die rätselhafte Geschichte der letzten Zarentochter
- Ballet Revolución
- Bolero
- Bollywood – The Show
- Bonifatius
- Broadway Spirit of Christmas
- Cats
- Das Phantom der Oper
- Die Schöne und das Biest
- Dirty Dancing
- Elisabeth
- Evita
- Grease
- Hair
- Ich war noch niemals in New York
- Jekyll & Hyde
- Lady Salsa
- Legends of Love
- Lieblingsfarbe Bunt
- Marie Antoinette
- Max Raabe und das Palast Orchester
- My Fair Lady
- Riverdance – The Show
- Robin Hood – Für Liebe und Gerechtigkeit
- Rock of Ages
- Rock the Ballet
- Shadowland
- The Bar at Buena Vista
- The Rat Pack
- Rocky Horror Show
- TheDome 57
- Umoja
- West-Side-Story
- Yamato

Im September 2018 fand im Metropol Theater Bremen ein Badminton-Länderspiel statt.